# Zandberg (Simpelveld)
Zandberg (Limburgs: D'r Zamberig) is een buurtschap ten noorden Bocholtz in de gemeente Simpelveld in de Nederlandse provincie Limburg. De buurtschap ligt tussen Bocholtz en Prickart in het Eyserbeekdal. In Zandberg staan ongeveer 30 huizen met circa 80 inwoners.
Dorpen: Bocholtz · Simpelveld

Gehuchten en buurtschappen: Baaks/Sweijer · Baneheide · Bocholtzerheide · Bosschenhuizen · Broek · Bulkemsbroek · Huls · In de Gaas · Molsberg · Prickart · Rodeput · Vlengendaal · Waalbroek · Zandberg

Limburg: Steden en dorpen      Nederland: Provincies · Gemeenten